# كات لويس
كات لويس (بالإنجليزية: Cat Lewis)‏ هي منتجة أفلام هندية، ولدت في 23 مارس 1965 في راجكوت في الهند.